# Tropidophora carinata
Tropidophora carinata é uma espécie de gastrópode  da família Pomatiasidae.
Pode ser encontrada nos seguintes países: Maurícia e Reunião.